# ワダ・エミ
ワダ・エミ（通常は本人の意向に従い「ワダエミ」と表記。本名：和田恵美子、1937年〈昭和12年〉3月18日 - 2021年〈令和3年〉11月13日）は、日本の衣裳デザイナー。映画と舞台の双方で世界各地で数多くの作品を手がけ、日本人としてはこの分野で初めて世界的に広く知られる存在となった。

## 略歴
京都府出身。同志社女子中学校・高等学校を経て、1959年に京都市立美術大学（現・京都市立芸術大学）西洋画科を卒業。大学在学中の20歳の時、NHKのドラマ制作部にいた演出家の和田勉（2011年に死別）と結婚。1957年、夫が演出する舞台『青い火』の衣裳を手がけたのを機に衣装デザイナーとなる。
以後、日本映画の衣装デザインを数多く手がけ、とくに『乱』（1985年・黒澤明）の衣裳デザインにより日本人女性初となるアカデミー賞（衣裳デザイン賞）を受賞したことで世界的に知られるようになった。
その後は勅使河原宏『利休』や大島渚『御法度』のような日本映画だけでなく、メイベル・チャン『宋家の三姉妹』、チャン・イーモウ（張芸謀）『HERO』、ピーター・グリーナウェイ『プロスペローの本』など国内外の著名監督の作品に多数かかわった。1993年にはエミー賞、2007年には女性初の織部賞グランプリを受賞。
またオペラ・演劇・舞踊でも作品を数多く手がけ、とりわけイタリアのヴェローナで上演された『トゥーランドット』や、英国ロイヤル・シェイクスピア・カンパニーの『リア王』北京公演（2017年）、などが知られる。
2021年11月13日、死去。84歳没。訃報は同年11月21日に発表された。
2022年3月27日、第94回アカデミー賞において、逝去した映画人に哀悼を捧げるイン・メモリアムのコーナーで追悼された。

## 主な業績

### 映画
- 乱（1985年） 黒澤明監督 - アカデミー衣裳デザイン賞受賞[注 1]
- 鹿鳴館（1986年） 市川崑監督
- 利休（1989年） 勅使河原宏監督
- プロスペローの本（1995年） ピーター・グリーナウェイ監督
- ピーター・グリーナウェイの枕草子（1995年）  ピーター・グリーナウェイ監督
- 8 1/2の女たち（英語版）（1998年） ピーター・グリーナウェイ監督
- キラーウルフ 白髪魔女伝（英語版）（1993年）ロニー・ユー監督 - 第13回香港電影金像奨 最優秀衣装デザイン賞を受賞
- 宋家の三姉妹（1997年）メイベル・チャン監督 - 第17回香港電影金像奨 最優秀衣装デザイン賞を受賞
- 御法度（1999年）大島渚監督
- HERO（2003年）チャン・イーモウ監督 - 第22回香港電影金像奨 最優秀衣装デザイン賞を受賞
- LOVERS（2004年）チャン・イーモウ監督
- レストレス〜中天〜（英語版）（2006年）チョ・ドンオ監督
- 呉清源〜極みの棋譜〜（2007年）ティエン・チュアンチュアン監督
- ウォーリアー&ウルフ（原題「狼災記」）（2009年）ティエン・チュアンチュアン監督
- レイン・オブ・アサシン（2010年）ジョン・ウー監督 - 第30回香港電影金像奨 衣装デザイン賞ノミネート
- 楊貴妃 Lady Of The Dynasty（英語版）（2015年）
- 戦神 ゴッド・オブ・ウォー（2017年）
- 花と将軍〜Oh My General〜（英語版） （2017年）
- ある船頭の話（2019年）
- サムライマラソン（2019年）バーナード・ローズ監督[13]

### 舞台
- アントニーとクレオパトラ 舞台衣装
- オイディプス王 - 第45回エミー賞衣装デザイン賞を受賞

### その他
- テレビドラマ 里見八犬伝（2006年）

## 実家・野口茂平衛について
ワダ・エミの曾祖父にあたる野口茂平衛（野口茂平）は富山県出身。裸一貫で大阪に出て医薬品販売「立志堂」を経営し、富を得た。それによって神戸六甲山一帯を我が物とし、京都・下鴨で2000坪の土地を手に入れ、後妻・たつのために屋敷を建てた。また、天保山私立遊園地の発起人となり、大阪市議にもなっている。しかし、肺病の薬として売り出した「肺労散」が宮武外骨の『滑稽新聞』にインチキ医薬品と指弾され、茂平衛個人も「詐欺師」「野蜘蛛」と激しく批判された。著書に『肺病新論』がある。
茂平衛の跡は子の進が継ぎ、さらにその次男である信男が跡を継いだ。信男も大阪で製薬会社を興したが、第二次世界大戦敗戦によって会社を手放した（会社そのものは、別人の手によって現存）。信男と寿美子の夫婦は4女1男を儲けた。その第一子が恵美子である。